# Чернышёв, Фаддей Фёдорович
Фаддей Фёдорович Чернышёв (1913 - 08.05.1945) — наводчик станкового пулемета пулеметной роты 315-го гвардейского горно-стрелкового полка (128-я гвардейская горно-стрелковая дивизия, 3-й горно-стрелковый корпус, 1-я гвардейская армия, 4-й Украинский фронт), гвардии младший сержант – на момент представления к награждению орденом Славы 1-й степени, участник Великой Отечественной войны, кавалер ордена Славы трёх степеней.

## Биография
Родился в 1913 году в селе Сурёна-Машково Никифоровского района Тамбовской области . Русский.
В мае 1941 года был призван в Красную Армию Тбилисским РВК, Грузинская ССР, Тбилисский район (По другим данным -Тбилисский район Краснодарского края). В боях Великой Отечественной войны с мая 1942 года. В составе 91-й стрелковой дивизии воевал на Южном фронте. В июле 1942 года в боях в Ростовской области был ранен, в части значился пропавшим без вести. После госпиталя вернулся на фронт. Награждён медалью "За оборону Кавказа" Воевал на Северо-Кавказском, 4-м Украинском фронтах.
К весне 1944 года гвардии ефрейтор Чернышёв воевал наводчиком станкового пулемета пулеметной роты 315-го гвардейского горно-стрелкового полка 128-й гвардейской горно-стрелковой дивизии. В ее составе прошел до конца войны. Отличился в боях за освобождение Крыма.
10 мая 1944 года под городом Севастополь гвардии ефрейтор Чернышёв из пулемета подавил 3 огневые точки, сразил свыше 20 вражеских автоматчиков. 12 мая у хутора Омега (5 км западнее города Севастополь, ныне в черте города) выдвинул пулемет на выгодную позицию и метким огнем заставил замолчать 2 вражеских пулемета, мешавшие продвижению нашей стрелковой роты.
Приказом по частям 128-й гвардейского горно-стрелковой дивизию от 6 июня 1944 года (№22/н) гвардии ефрейтор Чернышёв Фаддей Фёдорович награжден орденом Славы 3-й степени.
До августа 1944 года дивизия находилась в Крыму, где проводила переформировку, пополнение личным составом и вооружением, совершенствовала боевую подготовку. Затем был переброшена в Западную Украину, в район города Станислав (Ивано-Франковск). Здесь участвовала Восточно-Карпатской и Западно-Карпатской операциях. В этих боях получил еще три ранения, но всегда возвращался в свой полк.
22 декабря 1944 года в ночном бою за безымянную высоту при отражении внезапной контратаки противника ураганным огнем из пулемета заставил противника отступить. Был представлен к награждению орденом Славы 2-й степени, награжден медалью «За отвагу».
В феврале 1945 года в бою у населенного пункта Спориш (16 км юго-восточнее города Бельска-Бяла, Польша) гвардии младший сержант Чернышёв при отражении контратаки врага интенсивным пулеметным огнем заставил залечь вражескую пехоту, сразил до 15 гитлеровцев, подавил огонь 3 пулеметных точек. 8 февраля был тяжело ранен и эвакуирован в медсанбат.
Приказом по войскам 1-й гвардейской армии от 8 марта 1945 года (№52/н) гвардии младший сержант Чернышёв Фаддей Фёдорович награжден орденом Славы 2-й степени.
На завершающем этапе войны дивизия участвовала в Моравско-Остравской наступательной операции.
15 апреля 1945 года в бою у населенного пункта Гожице (15 км северо-восточнее города Моравска-Острава, ныне Острава, Чехия) гвардии младший сержант Чернышёв огнем из пулемета прикрыл наши боевые порядки, дал возможность бойцам взять в плен 18 гитлеровцев. 23 апреля при форсировании реки Ольша огнем из пулемета обеспечил продвижение нашей пехоты и успешную переправу через реку. Оставшись один из пулемета при отражении контратаки в упор расстрелял до 25 гитлеровцев и, заняв выгодную позицию, продолжал уничтожать огнем отступающего противника. Был представлен к награждению орденом Славы 1-й степени.
8 мая 1945 года гвардии младший сержант Ф. Ф. Чернышёв погиб в бою. Был похоронен в селе Витковицы (ныне район города Острава, Чехия), позднее перезахоронен в братской могиле в городе Острава (Моравскосилезский край, Чехия).
Указом Президиума Верховного Совета СССР от 29 июня 1945 года гвардии младший сержант Чернышёв Фаддей Фёдорович награжден орденом Славы 1-й степени. Стал полным кавалером ордена Славы.

## Награды
- Полный кавалер ордена Славы:
  - орден Славы I степени(29.06.1945)[6]
  - орден Славы II степени (08.03.1945)[7];
  - орден Славы III степени (6.06.1944)[8];
- медали, в том числе:
  - «За отвагу» (11.10.1943)[9]
  - «За оборону Кавказа»(1 мая 1944)

## Память
- На братской могиле установлен надгробный памятник
- Его имя увековечено в Главном Храме Вооружённых сил России, и навсегда запечатлено на мемориале «Дорога памяти»